# Forst Hain im Spessart
Forst Hain im Spessart är ett kommunfritt område i Landkreis Aschaffenburg i Regierungsbezirk Unterfranken i förbundslandet Bayern i Tyskland.